# Археологічна мапа Харківської губернії 1906
Археологічна мапа Харківської губернії — мапа Харківської губернії створена Дмитром Багалієм у 1906 році. 
На мапі накреслено археологічні знахідки, кургани, городища, могильники, печери, скарби, що були розглянуті на Археологічному з'їзді 1902 року. В текстовому додатку детально описані численні знахідки артефактів.